# Tsentralni (Priazóvskaia)
|  | Per a altres significats, vegeu «Tsentralni». |

Tsentralni - Центральный (rus) és un possiólok del krai de Krasnodar, a Rússia. És a 38 km al sud-est de Primorsko-Akhtarsk i a 93 km al nord-oest de Krasnodar.
Pertany a l'stanitsa de Priazóvskaia.